# Der Herr ist freundlich dem, der auf ihn harret
Der Herr ist freundlich dem, der auf ihn harret (in tedesco, "Il Signore è buono verso colui che lo attende") BWV Anh 211 è una cantata di Johann Sebastian Bach.

## Storia
Pochissime le informazioni che si hanno su questa cantata. Composta nel 1727 per il matrimonio di Johann Friedrich Hoeckner con Jacoba Agnetha Bartholomaei, su testo di Christian Friedrich Henrici, venne eseguita il 18 gennaio 1729. Sia il testo che la musica sono andati interamente perduti.